# Sovrano ordine massonico d'Italia
Il Sovrano Ordine Massonico d'Italia - Ordine Generale degli Antichi Liberi Accettati Massoni (abbreviato in S.O.M.I.) è un'Obbedienza massonica istituita a Roma nel 1952 da Silvio Vigorito di Selymbria, è mista ed è a carattere nazionale. 

## Storia
L'indomani della Seconda guerra mondiale, e più precisamente nel 1944, il Rito Scozzese Antico ed Accettato viene ricostituito in Italia per opera di Joao Pucciarelli, e due anni dopo, Pietro Astuni Messineo, suo successore, conferirà il 33º e ultimo grado a Silvio Vigorito di Selymbria.
Dopo un breve transito nel Grande Oriente d'Italia, nel 1952 egli costituirà la Serenissima Gran Loggia Unita d'Italia in forma piena anche a seguito di una patente rilasciata dall'Augusto S.O.M.A, organismo internazionale, e rimarrà sovrana e autonoma fino ai nostri giorni.
Ne nel 1997 ha la capacità per assorbire al suo interno l'ingresso di altre logge provenienti da diverse Obbedienze, come quella rappresentata dal principe Giovanni Alliata Di Montereale. 
Nel primo trimestre del 2005, il Gran Maestro dell'allora Serenissima Gran Loggia Unita d'Italia indice una serie di assemblee che avranno luogo tra aprile e giugno dello stesso anno al fine di dare nuova denominazione alla Serenissima Gran Loggia Unita d'Italia a seguito di alcune logge che in essa facevano ingresso provenienti dalla Gran Loggia Simbolica Unita, assumendo così la denominazione attuale. Per dare continuità alla Serenissima Gran Loggia Unita d'Italia, in cui tutti si riconoscevano e di cui il SOMI ha mantenuto struttura, scopi, tradizione e personaggi, nella stessa occasione viene rieletto Gran Maestro Stefano de Carolis Villars
Nell’Ottobre 2011 il S.O.M.I. ha aderito alla Federazione delle Grandi Logge Regolari fondata nel 2003 da Armando Corona.
Il SOMI a norma dell'art.8 del proprio Statuto adotta la dichiarazione di principio approvata nel settembre 1871 a Losanna dalla Comunione dei Supremi Consigli Confederali con la quale furono apportate modifiche alle Grandi Costituzioni di Federico II. Le stesse che hanno contribuito a definire le basi del moderno Rito Scozzese Antico ed Accettato e del suo Supremo Consiglio del 33° ed Ultimo Grado. 
Nell'ordinamento giuridico italiano il S.O.M.I. ha lo status delle associazioni non riconosciute (articolo 36 del Codice Civile), il suo Atto Costitutivo e lo Statuto in vigore sono ufficialmente depositati presso il Tribunale di Roma e per il resto, a tutela della sua riservatezza, gode delle garanzie stabilite dalla vigente legge sulla privacy.

### Un dato storico
La Gran Loggia Unita d'Italia cambiò il proprio statuto nel giugno del 1982 successivamente alla promulgazione della Legge Spadolini-Anselmi, Legge n.17 del 25/01/1982, emanata in seguito allo scandalo della P2. Al pari di altre, anche la sua Obbedienza fu messa sotto inchiesta.
La Commissione Anselmi, con Decreto del 04/05/1983, considerato che "dal materiale acquisito in forza dei decreti di perquisizione emanati da questa stessa Commissione in data 28 aprile 1983 emergono elementi che fanno presumere che atti e documenti attinenti all'oggetto dell'indagine della Commissione possano essere reperiti anche presso la Massoneria Universale di rito scozzese antico ed accettato - Unione Italiana - Supremo Consiglio dei Sovrani Grandi Ispettori, sita in Palazzo Altieri, sotto l'insegna Ara Pacis, con ingressi in Via degli Astalli n.19 e Piazza del Gesù n.49 ... ordina la perquisizione dei locali ed il sequestro di tutti gli atti, i documenti ed in genere di ogni scritto - ivi compresi la corrispondenza, gli elenchi, le carte di segreteria e di amministrazione - esistenti presso la Massoneria Universale di rito scozzese antico ed accettato - Unione Italiana - Supremo Consiglio dei Sovrani Grandi Ispettori...".
Lo stesso Silvio Vigorito di Selymbria fu ascoltato, ma la Commissione d'Inchiesta concluse i suoi lavori affermando che nessuna violazione poteva essere addebitata alla Massoneria Universale di Rito Scozzese Antico ed Accettato.

### Cronologia dei Gran Maestri
1. Luigi Fernandez
2. Silvio Pascale
3. Giosuè Notari
4. Angelo Marcello
5. Giosuè Notari (secondo mandato)
6. Stefano de Carolis Villars
7. Maria Grazia Pedinotti
8. Barbara Empler